# احتشن (وراق)
احتشن هو دُوَّار يقع بجماعة بني سعيد، إقليم تطوان، جهة طنجة تطوان الحسيمة في المملكة المغربية. ينتمي الدوّار لمشيخة وراق التي تضم 15 دوار. يقدر عدد سكانه بـ 157 نسمة حسب الإحصاء الرسمي للسكان والسكنى لسنة 2004.

## روابط خارجية
- البوابة الوطنية للجماعات الترابية
- المندوبية السامية للتخطيط